# باشگاه فوتبال نیوکاسل جتس
باشگاه فوتبال نیوکاسل یونایتد جتس (به انگلیسی: Newcastle United Jets Football Club) یک باشگاه فوتبال استرالیایی است که در شهر نیوکاسل در ولز جنوبی نو قرار دارد. این باشگاه هم‌اکنون در ای-لیگ بازی می‌کند.